# آتشي سانت أنتونيو

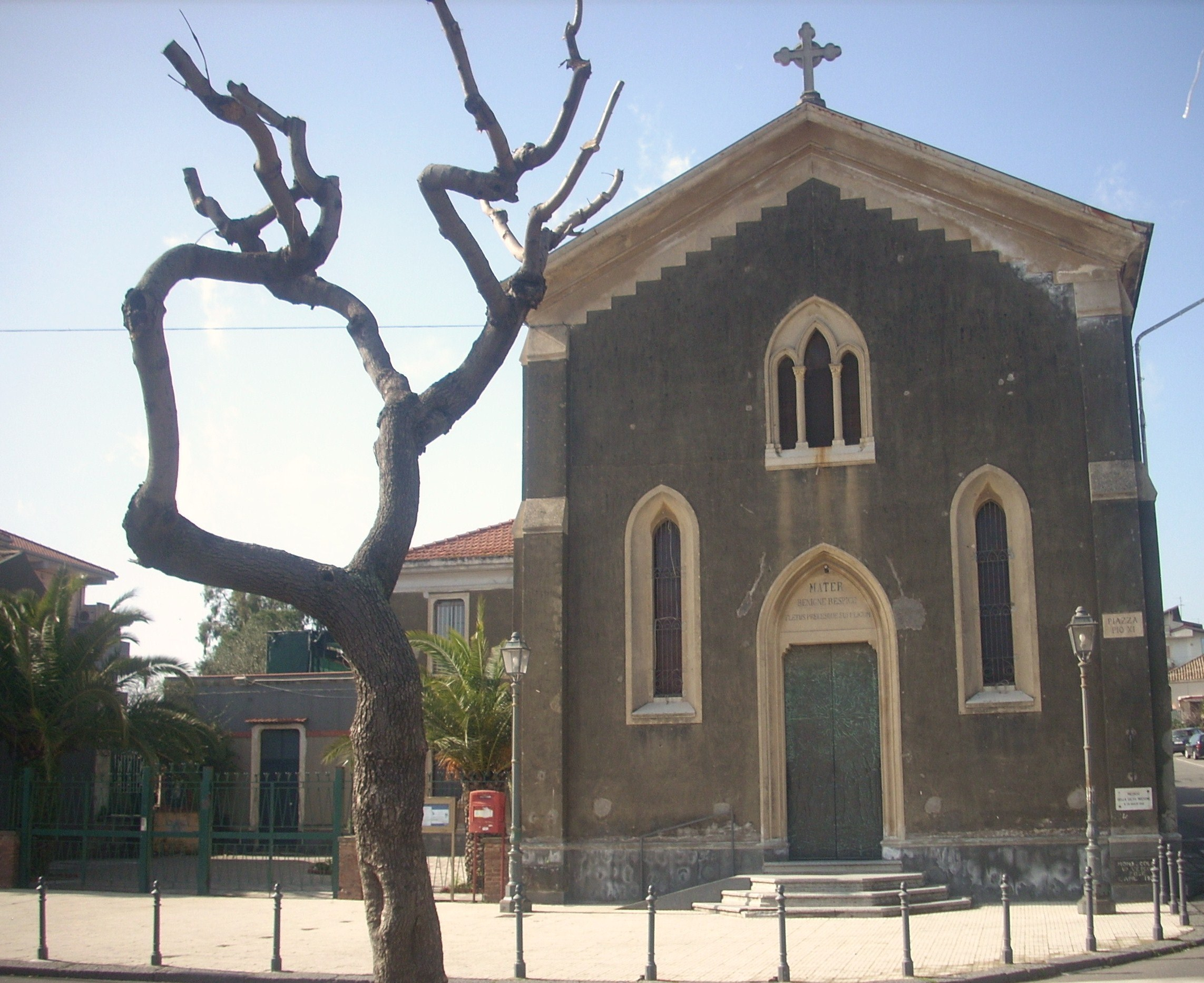
كنيسة

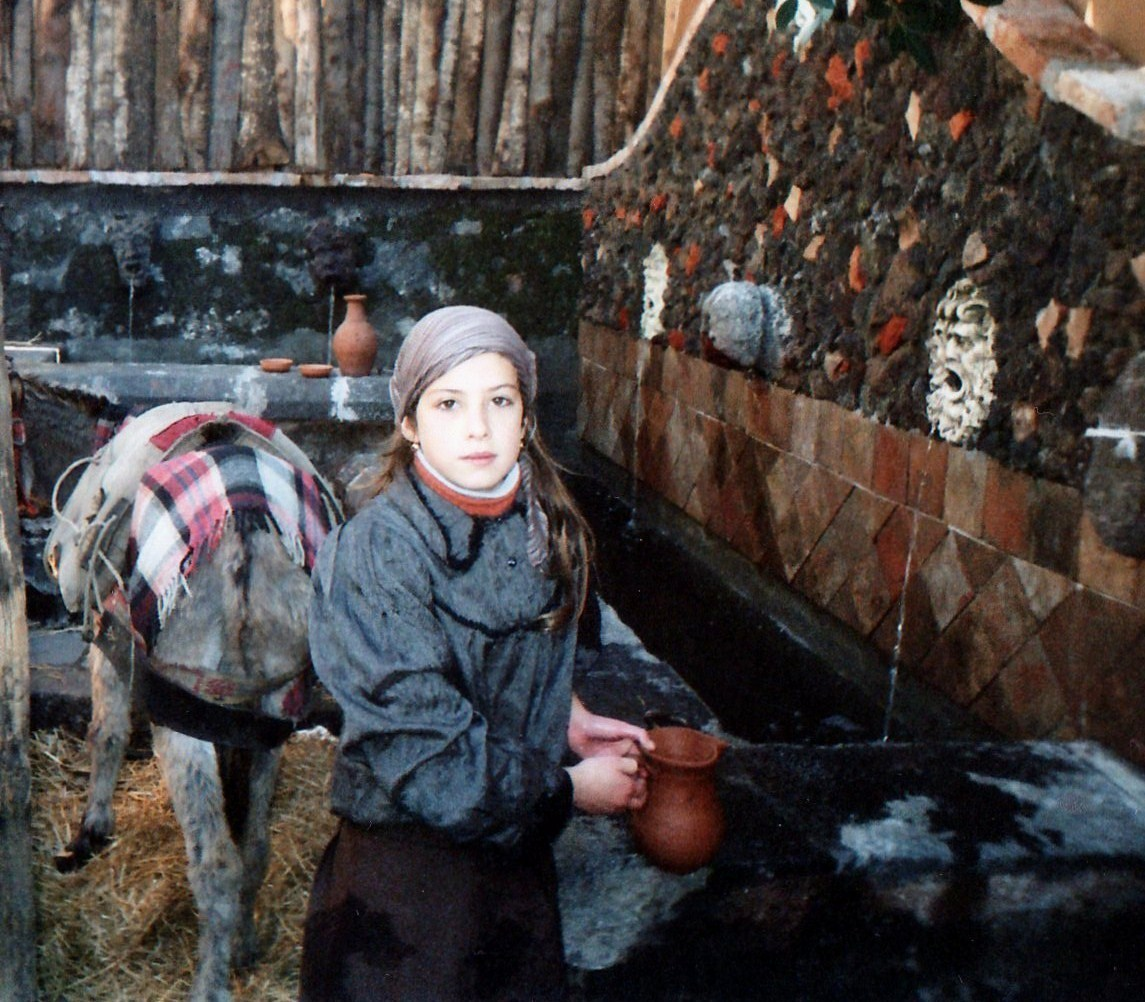
طفلة بجانب نبع ماء

آتشي سانت أنتونيو (بالإيطالية: Aci Sant'Antonio)‏ هي بلدة تقع في كاتانيا في إيطاليا، تقع على بعد حوالي 160 كيلومترا إلى الجنوب الشرقي من باليرمو، وحوالي 10 كم شمال شرق كاتانيا. بتاريخ 31 ديسمبر 2004، عدد سكانها من 16692 بتاريخ 31 ديسمبر 2004، ومساحتها 14.3 كيلومتر مربع.